# Чемошур-Докья
Чемошу́р-До́кья — деревня в Вавожском районе Удмуртии, входит в состав муниципального образования Большеволковское сельское поселение.
Урбанонимы:
- улицы — Заречная и Центральная.

## Население
| 2010 | 2012 |
| ---- | ---- |
| 19   | ↘13  |